# Solihull
Solihull è un nucleo urbano sede di un borgo metropolitano della contea delle West Midlands, in Inghilterra noto soprattutto per la sede della Land Rover. A Solihull si trova la sede della UK Athletics, la federazione di atletica leggera del Regno Unito.

## Amministrazione

### Gemellaggi
- Cholet
- Main-Taunus-Kreis